# Улица Дзержинского (Воронеж)
Улица Дзержинского — короткая, менее 400 метров, улица в исторической части Воронежа (Центральный район), проходит от улицы Карла Маркса до Плехановской улицы.

## История

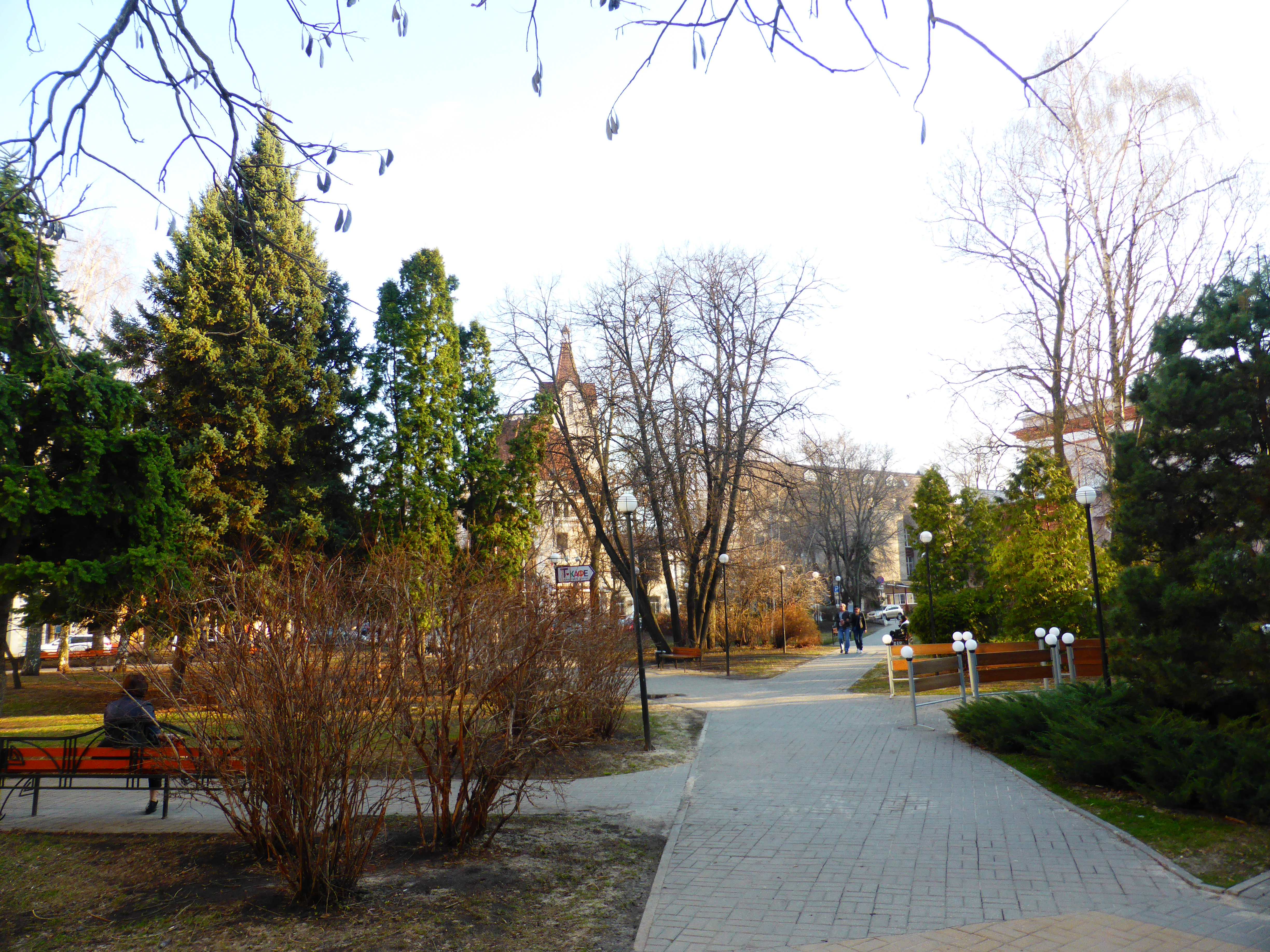
Парк имени Дзержинского

Улица проложена в конце XVIII века, после катастрофического пожара города в 1773 году, в соответствии с первым городским генеральным планом 1774 года, составленным комиссией архитектора И. Е. Старова. Первоначально планировалось довести улицу от Большой Московской (ныне — Плехановской) до Покровского собора. Хотя прокладка улицы была завершена в её современных границах и не дошла до собора, она получила наименование в честь него.
В конце XIX — начале XX века улица была застроена жилыми домами дешёвых квартир от Воронежского комитета попечительства о бедных.
В годы Гражданской и Великой Отечественной войн дома на улице сильно пострадали от военных действий, но несколько домов (№ 3, 4, 6, 16) стиля модерн сохранилось. В 1930-х годах на улице было возведено здание для Клуба чекистов, после освобождения города от немецко-фашистских оккупантов его восстановили, в 1950 году клуб возобновил свою работу, а в 1959 году здание передали из ведения КГБ областному управлению культуры. В 1963 году здесь открылся Воронежский театр юного зрителя.
Современное название, с 1928 года, в честь видного деятеля советского государства Ф. Э. Дзержинского (1877—1926).

## Достопримечательности

Мемориальная доска Конопатову

- д. 3 — Доходный дом С. А. Мануйлова
- д. 4 — Дом С. А. Тер-Паносова
- д. 5 — Воронежское региональное отделение Общероссийской общественной организации Союз театральных деятелей Российской Федерации. Дом актёра имени Людмилы Кравцовой[4]
- д. 6 — Дом С. Н. Харина
- д. 10а — Воронежский государственный театр юного зрителя
- д. 16 — Дом Ю. В. Шведченко

Памятник жертвам белого террора
Улица является одной из границ Парка имени Дзержинского.

## Известные жители
д. 3 — А. Д. Конопатов (мемориальная доска), В.И. Воротников (мемориальная доска)

## Галерея. Вечерняя улица

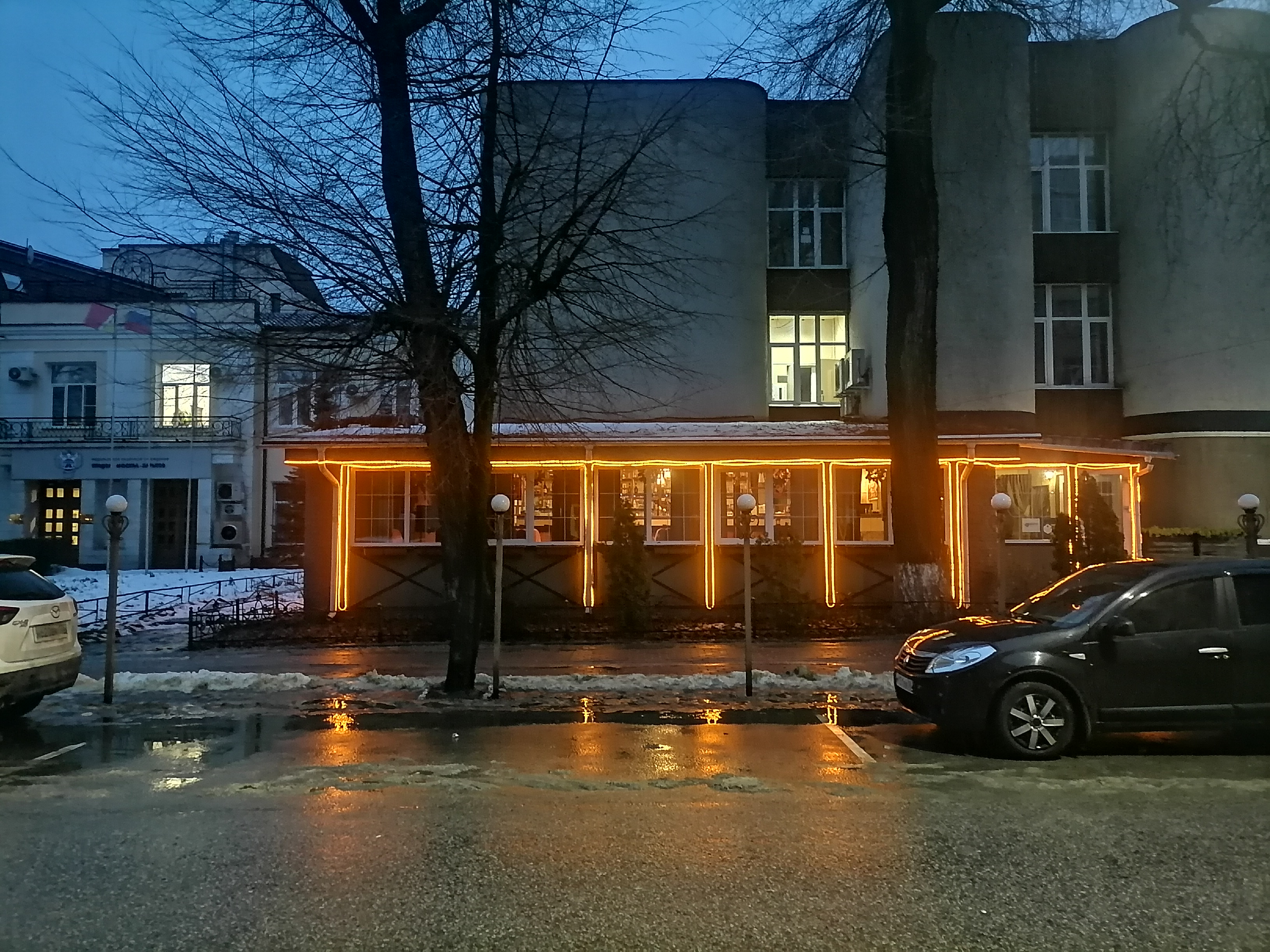
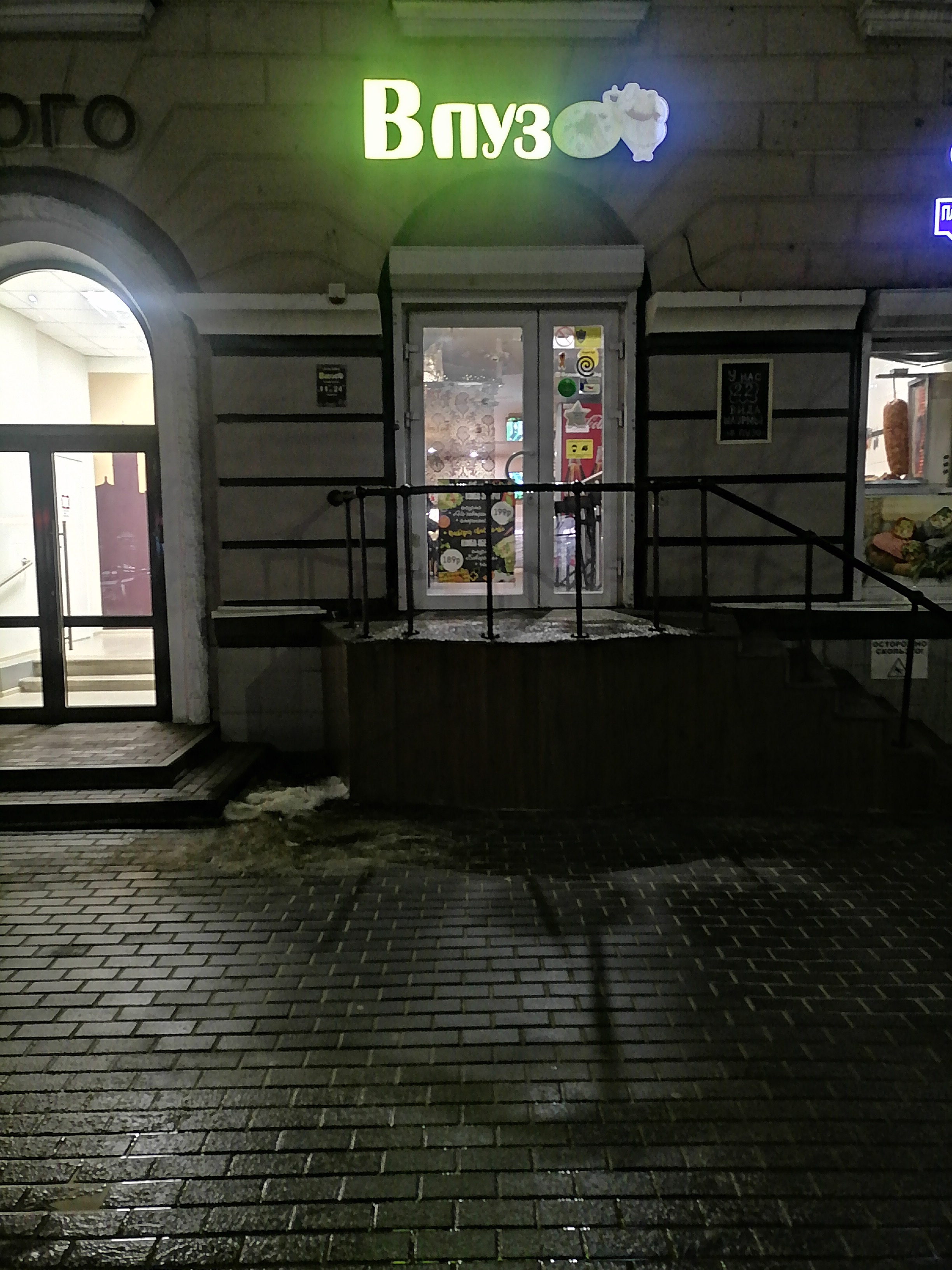
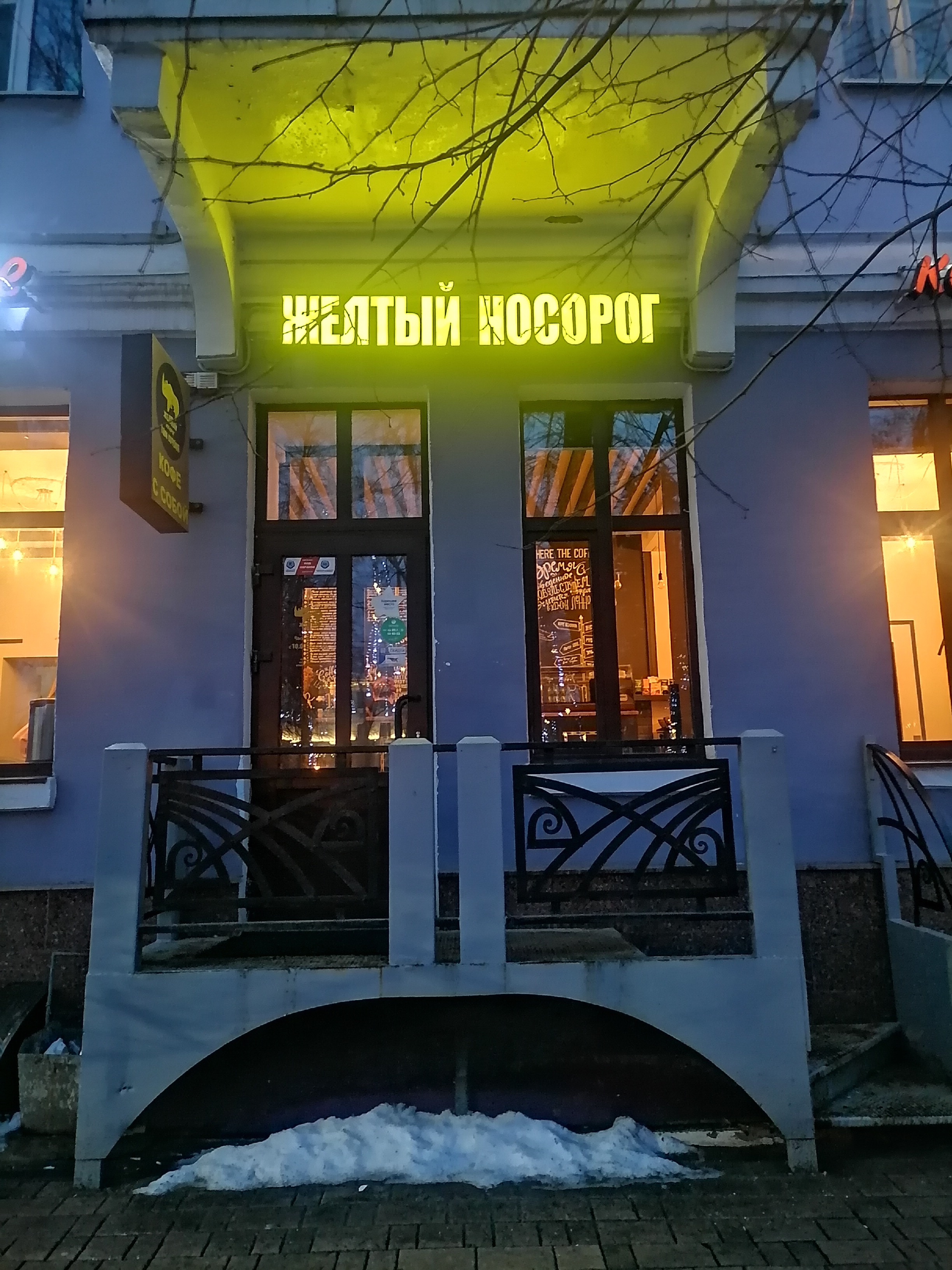
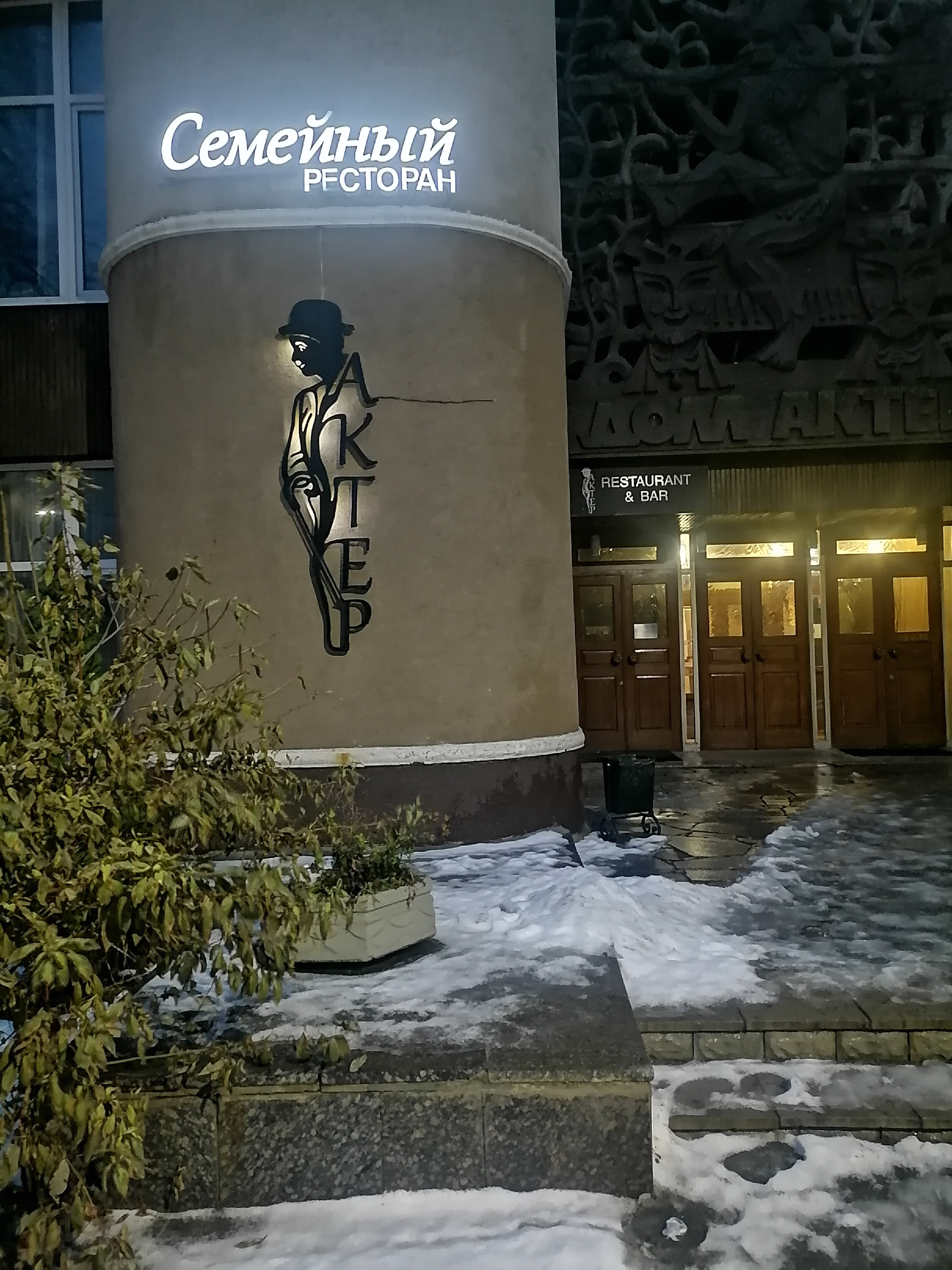
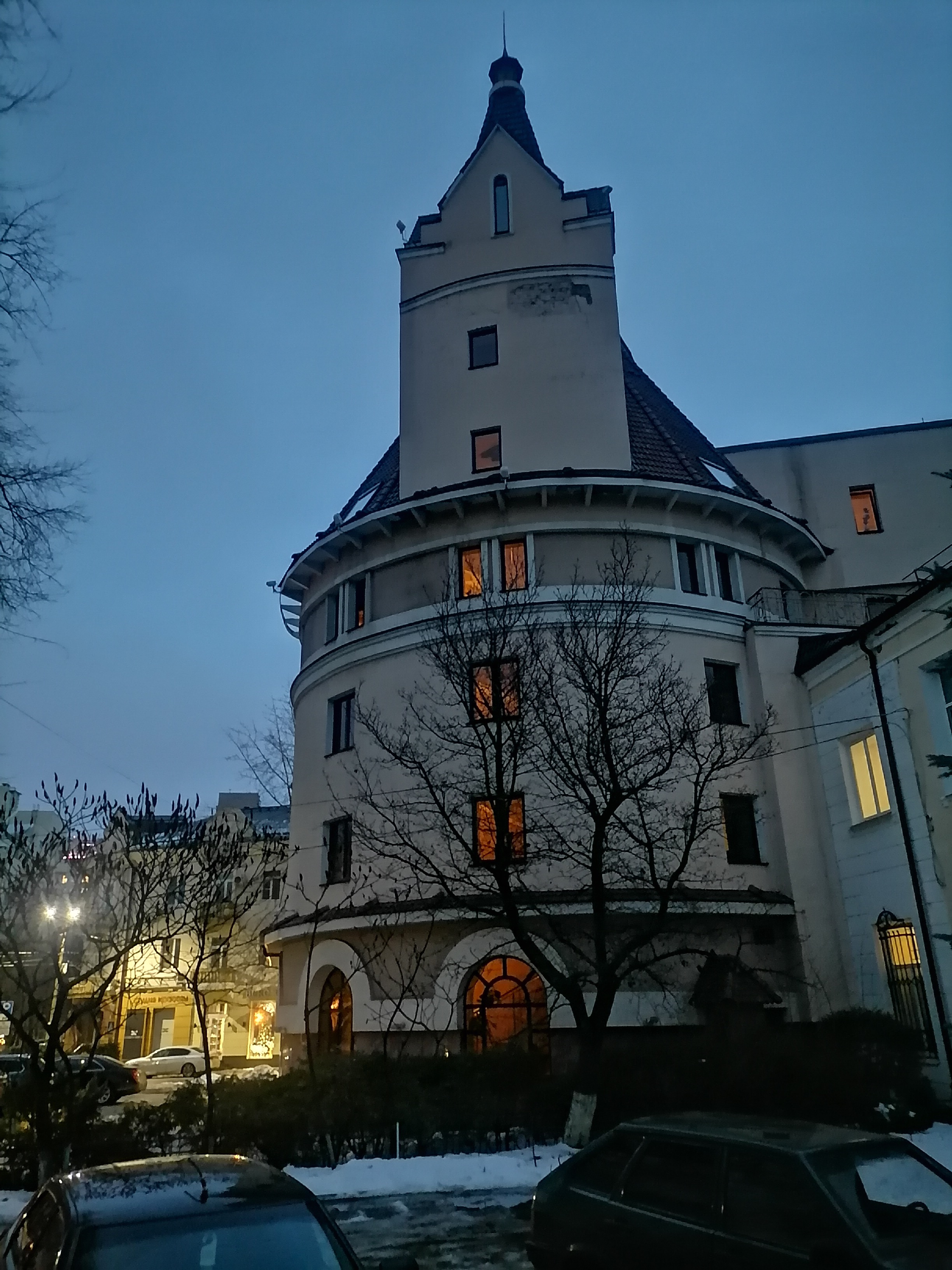
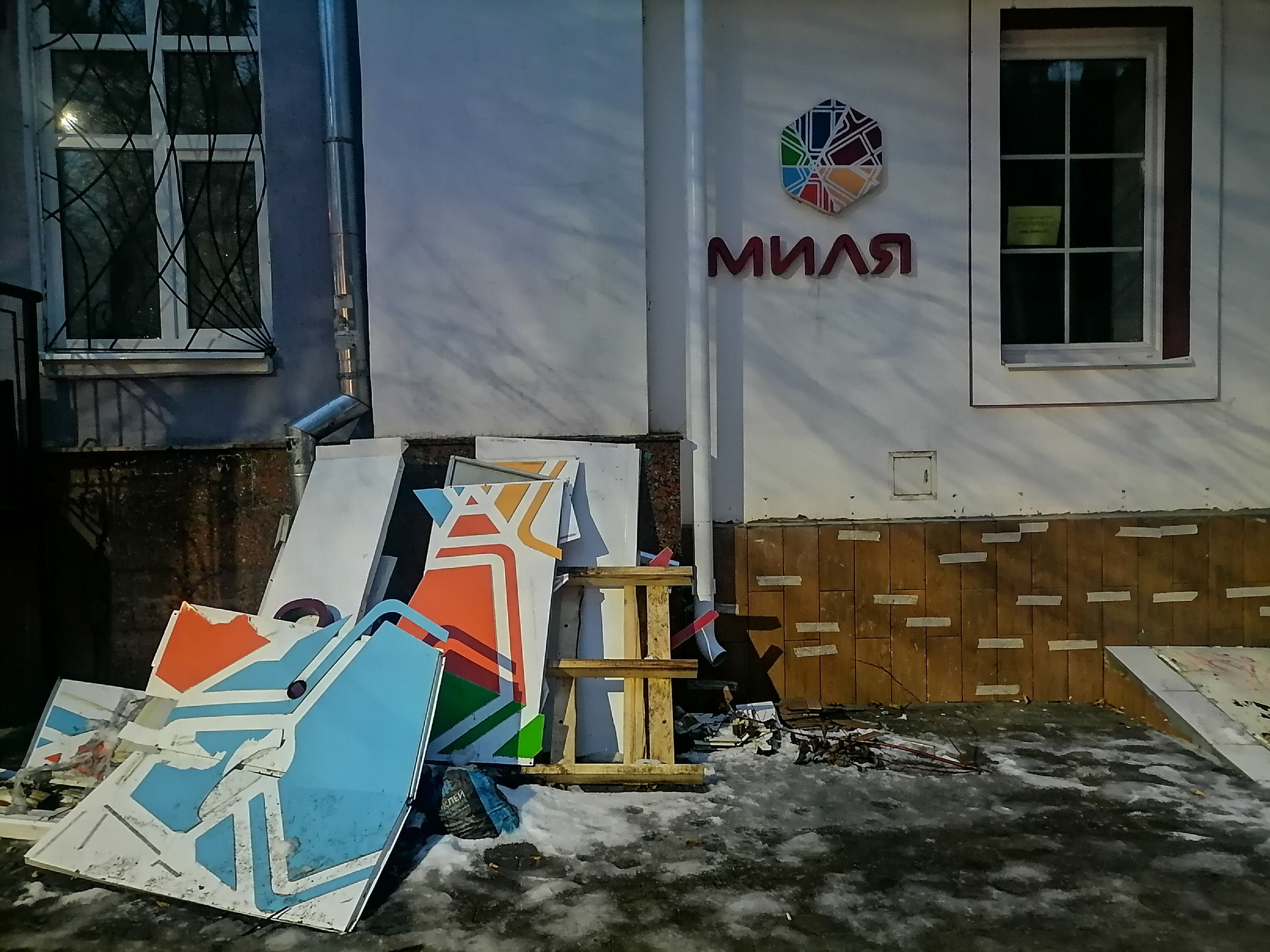